# Societat Internacional per la Música Contemporània

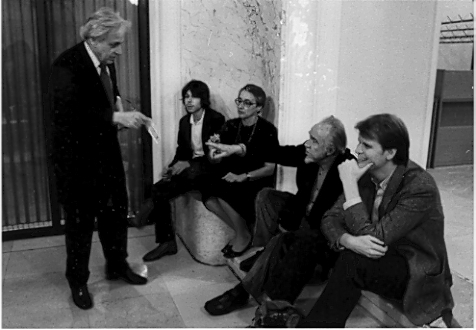
A l'esquerra: György Ligeti, el seu fill Lukas, la seva dona Vera Spitz, Conlon Nancarrow i Michael Daugherty a les Jornades Mundials de la Música de l'ISC a Graz, Àustria, 1982

La Societat Internacional per la Música Contemporània (SIMC), en anglès International Society for Contemporary Music (ISCM), és una organització musical que promou la música clàssica contemporània.
L'organització es va establir a Salzburg el 1922 com a Internationale Gesellschaft de Neue Musik (IGNM) arran de la Internationale Kammermusikaufführungen Salzburg, un festival de música de cambra moderna celebrat en el marc del Festival de Salzburg. Des d'aleshores, a part de les aturades de 1940 i 1943-5 a causa de la Segona Guerra Mundial, l'activitat bàsica de la ISCM ha estat un festival anual de música clàssica contemporània que se celebra cada any en un lloc diferent, el primer dels quals va tenir lloc el 1923 a Salzburg, coneguda com a ISCM World Music Days (de vegades World New Music Days, abreujat com a WMD o WNMD segons el nom que s'utilitzi). L'Abril de 1936 va tenir lloc el XIV Festival Internacional de Música Contemporània a la ciutat de Barcelona just abans de l'aixecament nacional i l'inici de la Guerra Civil. Des de la primera edició hi ha hagut un total de 92 fins al moment, el més recent dels quals va tenir lloc a Tallinn, Estònia el maig del 2019. La següent DMD està prevista a Nova Zelanda l'abril del 2020

## Edicions celebrades[calcitació]
| Any  | Lloc                |
| ---- | ------------------- |
| 1923 | Salzburg            |
| 1924 | Praga · Salzburg    |
| 1925 | Praga · Venècia     |
| 1926 | Zúric               |
| 1927 | Frankfurt           |
| 1928 | Siena               |
| 1929 | Ginebra             |
| 1930 | Lieja i Brussel·les |
| 1931 | Oxford i Londres    |
| 1932 | Viena               |
| 1933 | Amsterdam           |
| 1935 | Florència           |
| 1936 | Barcelona           |
| 1937 | París               |
| 1938 | Londres             |
| 1939 | Varsòvia i Cracòvia |
| 1946 | Londres             |
| 1947 | Amsterdam           |
| 1948 | Palerm i Taormina   |
| 1950 | Brussel·les         |
| 1951 | Frankfurt           |
| 1952 | Salzburg            |
| 1953 | Oslo                |
| 1954 | Haifa               |
| 1955 | Baden-Baden         |
| 1956 | Estocolm            |
| 1957 | Zúric               |
| 1958 | Estrasburg          |
| 1959 | Roma                |

| Any  | Lloc                      |
| ---- | ------------------------- |
| 1960 | Colònia                   |
| 1961 | Viena                     |
| 1962 | Londres                   |
| 1963 | Amsterdam                 |
| 1964 | Copenhaguen               |
| 1965 | Madrid                    |
| 1966 | Estocolm                  |
| 1967 | Praga                     |
| 1968 | Varsòvia                  |
| 1969 | Hamburg                   |
| 1970 | Basilea                   |
| 1971 | Londres                   |
| 1972 | Graz                      |
| 1973 | Reykjavík                 |
| 1974 | Rotterdam                 |
| 1975 | París                     |
| 1976 | Boston                    |
| 1977 | Bonn                      |
| 1978 | Estocolm · Hèlsinki       |
| 1979 | Atenes                    |
| 1980 | Tel-Aviv                  |
| 1981 | Brussel·les               |
| 1982 | Graz                      |
| 1983 | Aarhus                    |
| 1984 | Toronto i Mont-real       |
| 1985 | Països Baixos             |
| 1986 | Budapest                  |
| 1987 | Colònia, Bonn i Frankfurt |
| 1988 | Hong Kong                 |

| Anny | Lloc                                             |
| ---- | ------------------------------------------------ |
| 1989 | Amsterdam                                        |
| 1990 | Zúric                                            |
| 1991 | Oslo                                             |
| 1992 | Varsòvia                                         |
| 1993 | Mèxic DF                                         |
| 1994 | Estocolm                                         |
| 1995 | Ruhr                                             |
| 1996 | Copenhaguen                                      |
| 1997 | Seül                                             |
| 1998 | Manchester                                       |
| 1999 | Romania · Moldàvia                               |
| 2000 | Luxemburg                                        |
| 2001 | Yokohama                                         |
| 2002 | Hong Kong                                        |
| 2003 | Ljubljana                                        |
| 2004 | Suïssa                                           |
| 2005 | Zagreb                                           |
| 2006 | Stuttgart                                        |
| 2007 | Hong Kong                                        |
| 2008 | Vilnius                                          |
| 2009 | Visby, Växjö i Göteborg                          |
| 2010 | Sydney                                           |
| 2011 | Zagreb                                           |
| 2012 | Anvers, Bruges, Brussel·les, Gant, Leuven i Mons |
| 2013 | Kosice, Bratislava · Viena                       |
| 2014 | Wroclaw                                          |
| 2015 | Eslovènia                                        |
| 2016 | Tongyeong                                        |
| 2017 | Vancouver                                        |

| Any  | Lloc    |
| ---- | ------- |
| 2018 | Beijing |
| 2019 | Tallinn |